# Pareulype interrupta
Pareulype interrupta är en fjärilsart som beskrevs av Franz Dannehl 1927. Pareulype interrupta ingår i släktet Pareulype och familjen mätare. Inga underarter finns listade i Catalogue of Life.